# ون لیر (کنتاکی)
ون لیر، کنتاکی (به انگلیسی: Van Lear, Kentucky) یک منطقهٔ مسکونی در ایالات متحده آمریکا است که در شهرستان جانسون، کنتاکی واقع شده‌است.

## خصوصیات
ون لیر ۱٬۸۵۷ نفر جمعیت دارد و ۱۹۵٫۹۹ متر بالاتر از سطح دریا واقع شده‌است.